# Razonete

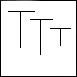
Exemplo de Razonetes;

Nas ciências contábeis, razonete é uma ferramenta e uma representação gráfica em forma de "T"  bastante utilizados por contadores. É um instrumento didático para desenvolver o raciocínio contábil. Através do razonete são feitos os registros individuais por conta, dispensando-se o método por balanços sucessivos. Como o balanço, o razonete tem dois lados; na parte superior do razonete coloca-se o título da conta que será movimentada. Posteriormente, os resultados individuais são transferidos para o Balanço Patrimonial para criação do demonstrativo contábil.
Para creditarmos(compra) ou debitarmos(venda) temos de saber de que tipo de venda ou compra se trata para fazermos o lançamento(a pronto ou a prazo).

## Tipos de Razão
Para cada conta do Balanço Patrimonial abre-se um razonete e nele realiza-se a movimentação. De um lado, registram-se os aumentos, de um outro, as diminuições. A natureza da conta (Ativo, Passivo  e Patrimônio Líquido) determina que lado deve ser utilizado para aumentos e que lado deve ser utilizado para diminuições. Por exemplo, se a conta for de ativo, os aumentos serão registrados no lado esquerdo do razonete, e as diminuições, no lado direito. Se a conta for de passivo ou de patrimônio líquido, os lados serão invertidos, ou seja; os aumentos serão registrados no lado direito do razonete, e as diminuições, no lado esquerdo.